# Landskrona kommunvapen

Landskrona vapen

Vapnets sköld

Landskrona vapen tilldelades Landskrona stad 1663, kort tid efter att Skåne hade erövrats av Sverige, och utvisar flera unika detaljer. Dess nuvarande form registrerades 1953, då flera oklara detaljer fastställdes. Inget annat svenskt kommunvapen har sköldhållare och den krona som finns ovanpå skölden är en unik del av blasoneringen.

## Blasonering
Den fullständiga blasoneringen är:
- Sköld: kvadrerad: I. i blått fält en kunglig krona av guld; II. i fält av silver ett rött krönt lejon, hållande i högra framtassen ett rött svärd och i den vänstra en grön palmkvist; III. i fält av silver ett åt vänster mellan två röda pelare seglande rött skepp på en av en vågskura bildad stam, fyra gånger av vågskuror delad av blått och silver; IV. i blått fält ett ymnighetshorn av guld. Skölden är krönt med en öppen krona av guld, prydd med pärlor och ädla stenar.
- Sköldhållare: till höger Prudentia av silver, hållande i högra handen en orm och i den vänstra en spegel, båda av guld; till vänster Justitia av silver med en ögonbindel av guld, hållande i högra handen ett svärd och i den vänstra en våg, båda av guld. Postament av guld.
- Förutom det fullständiga vapnet med sköldhållare och postament, må skölden även brukas med eller utan krona.

## Bakgrund
Under den danska tiden hade Landskrona ett vapen som närmast motsvarade det nuvarande vapnets första fält, med en sluten krona.
Staden fick av Kungl. Maj:t (regeringen) en förnyad fastställelse av vapnet med ovanstående blasonering formulerad på modern svenska den 9 oktober 1953. Vapnet registrerades för den moderna Landskrona kommun hos Patent- och registreringsverket 1974, enligt de nya regler för juridiskt skydd av svenska kommunvapen som infördes då. Inga av de andra kommuner som hade lagts samman med staden hade något vapen.
Eftersom Landskrona var stad har kommunen teoretiskt sett också möjlighet att kröna skölden med en murkrona, men så görs aldrig eftersom Landskrona har sin alldeles egna krona.